# Alessandro Galleani
Alessandro Galleani (Basiano, 3 marzo 1944 – Varese, 8 marzo 2025) è stato un fisioterapista italiano.
Nel 2013 è stato inserito tra i membri dell'Italia Basket Hall of Fame.

## Biografia
Durante la sua attività di ciclista a livello dilettantistico dal 1960 al 1968, nella squadra del Velo Club di Melzo, Galleani iniziò anche quella di massaggiatore. Dopo il ritiro dal ciclismo, si dedicò a tempo pieno alla fisioterapia, chiamato da Gianni Motta che lo volle al suo fianco, entrando così nello staff di numerose squadre professionistiche, quali la Sanson, la Salvarani e la Filotex. Nel 1971 partecipò al Midi Libre in veste di direttore sportivo della Salvarani. Dal 1971 al 1973 fu il fisioterapista della Nazionale, e collaborò inoltre con quella giapponese. 
In occasione dello svolgimento dei Campionati del mondo di ciclismo su strada 1971 in Svizzera, su pista a Varese, gli venne proposta la collaborazione come fisioterapista nella Pallacanestro Varese; decise quindi di alternarsi fra ciclismo (Salvarani e Filotex) e basket (Ignis Varese). Alla fine del 1973 lasciò definitivamente il mondo del ciclismo per dedicarsi esclusivamente a quello cestistico, entrando inoltre, dal 1974, nello staff della Nazionale. Era a Varese negli anni in cui i lombardi conquistano 5 scudetti, 4 Coppe dei Campioni, la Coppa Intercontinentale, la Coppa delle Coppe, 2 Coppe Italia e una Supercoppa italiana. L'esperienza con la squadra della città bosina si conclude nel 2010. Con l'Italia partecipò alla vittoria dell'argento olimpico di Mosca 1980 ed Atene 2004, dei due ori europei di Francia 1983 e di Francia 1999, e di due bronzi e un argento continentali.
Nel 2013 fu ammesso nell'Italia Basket Hall of Fame, nella categoria "Una vita per il basket".
Dal 2013 ricoprì il ruolo di "Dirigente addetto agli arbitri" per la Pallacanestro Varese e il 3 marzo 2022 venne inserito nella Hall of Fame del club.

## Vita privata

Formazione della Pallacanestro DiVarese Varese 1988, Galleani col figlio Claudio alla sua sinistra

Sposato dal 1969 con Egidia, ebbe due figli: Claudio, nato nel 1970 (anch'egli fisioterapista in passato della Pallacanestro Varese, de Il Messaggero Roma, della Stefanel Trieste e della Nazionale italiana), e Gabriele, nato nel 1975.